# Cheshunt
Cheshunt är en stad i grevskapet Hertfordshire i England. Staden ligger i distriktet Broxbourne, nära gränsen till Essex och Storlondon. Den är belägen cirka 23 kilometer norr om centrala London och utgör en del av Londons storstadsområde. Tätortsdelen (built-up area sub division) Cheshunt hade 45 832 invånare vid folkräkningen år 2011. Cheshunt nämndes i Domedagsboken (Domesday Book) år 1086, och kallades då Cestrehont/Cestrehunt.